# .ae
.ae – krajowa domena internetowa najwyższego poziomu przypisana dla stron internetowych ze Zjednoczonych Emiratów Arabskich, aktywna od 1992 roku i administrowana przez Telecommunication Regulatory Authority (TRA). Skrót pochodzi od ang. United Arab Emirates.

## Historia
Domena została założona 1 grudnia 1992 roku. W 2007 roku zmieniono operatora domeny z UEAnic na Telecommunication Regulatory Authority (TRA). W 2008 roku postanowiono, że w III kwartale 2009 roku domena .ae stanie się pierwszą domeną na świecie, w której będzie można rejestrować strony o adresach zapisanych w alfabecie arabskim.

## Użycie
Do końca 2009 roku strony mogły zarejestrować tylko firmy mające siedzibę lub przedstawicielstwo w Zjednoczonych Emiratach Arabskich.
Obecnie rejestracja stron w domenie .ae jest już możliwa również dla firm spoza Zjednoczonych Emiratów Arabskich. Adres strony rejestrowanej w domenie .ae nie może zawierać słów związanych z seksem, religią, polityką, hazardem, dyskryminacją. Adresy, w których są nazwy miast na terenie Zjednoczonych Emiratów Arabskich, są zarezerwowane dla tych miast; z tego powodu również nie można zarejestrować stron o tych nazwach.